# 게오르기 투니오브
게오르기 투니오브(에스토니아어: Georgi Tunjov, 2001년 4월 17일~)는 에스토니아의 축구 선수로 포지션은 미드필더이다. 현재 세리에 C의 페스카라와 에스토니아 국가대표팀 소속으로 뛰고 있다.

## 구단 경력

### S.P.A.L.
투니오브는 고향 팀 나르바 트란스에서 뛰기 시작했다. 2018년 3월, 그는 S.P.A.L. 아카데미에 합류했다. 투니오브는 2019년 12월 15일, 로마 원정에서 73분 교체로 들어가 세리에 A에 데뷔했다. 2020년 2월 13일, 그는 2023년 6월 30일까지 S.P.A.L.과 첫 프로 계약을 체결했다.

#### 카라레스로의 임대
2021년 8월 세리에 C의 카라레스와 임대 계약을 맺었다.

## 국가대표팀 경력
투니오브는 에스토니아 U-21 국가대표팀에서 38경기에 출전하여 1골을 넣었다.
그는 2020년 9월 5일 조지아와의 네이션스리그 경기를 통해 에스토니아 국가대표팀 선수로 데뷔했다. 그는 2020년 하반기 국가대표팀으로 6경기에 출전했다. 2022년 9월 26일 산마리노와의 네이션스리그 경기를 앞두고 다시 국가대표팀에 발탁되어 거의 2년의 공백 끝에 대표팀 팀에 복귀했다.